# کام و زبانه

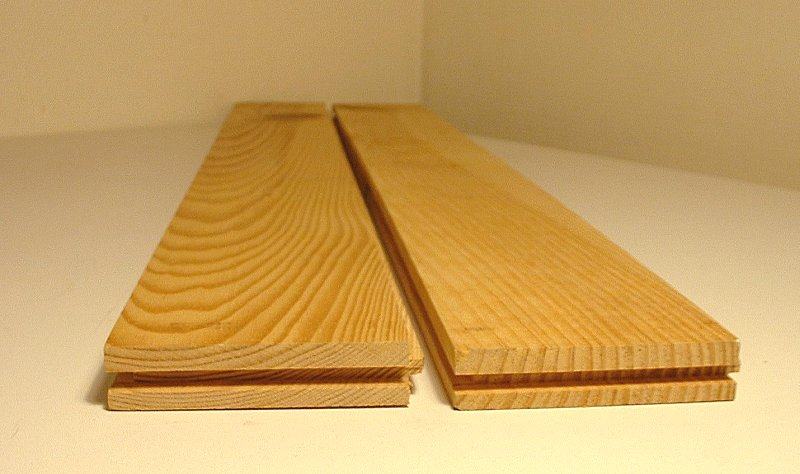
اتصال کام و زبانه

کام و زبانه (به انگلیسی: Tongue and groove) یک نوع اتصال دو شیئ صاف به یکدیگر برای ایجاد یک سطح صاف یکتا است که عمدتاً در نجاری کاربرد دارد ولی در معماری و مهندس عمران نیز استفاده می‌شود. نوع پیشرفته این اتصال معروف به اتصال دم‌چلچله‌ای از چندین اتصال کام و زبانه استفاده می‌کند.